# Pedro Bravo de Acuña
Pedro Bravo de Acuña était un militaire espagnol. Il fut gouverneur général des Philippines de mai 1602 au 24 juin 1606.

## Biographie
Il fut gouverneur de Carthagène des Indes de 1593 à 1602. Nommé gouverneur général des Philippines, il prit ses fonctions en mai 1602 à son arrivée à Manille, succédant à Francisco de Tello de Guzmán. Il avait pour instruction, entre autres, de renforcer la défense des côtes contre les pirates Moros, de maintenir une présence militaire à Mindanao, et d’assainir la gouvernance de la colonie en luttant contre la fraude et le gaspillage. Il dut aussi dès son arrivée traiter avec les émissaires japonais qui souhaitaient commercer avec la Nouvelle-Espagne.
En 1603, il dut faire face à la révolte des Chinois, qui étaient relativement mal traités par les Espagnols, mais ils furent écrasés par le capitaine Cristoval de Axqueta Menchaca.
Après une première tentative en 1603, Pedro Bravo de Acuña mit en place une puissante expédition pour prendre Ternate dans les Moluques des mains des Hollandais. La flotte embarqua le 15 janvier 1606 et prit Ternate en avril. Acuña y laissa une garnison et rentra à Manille avec le sultan de Ternate en otage. Grâce à cette victoire, les Espagnols occupèrent Ternate jusqu'en 1662,.
Il mourut peu après son retour, le 24 juin 1606, si bien que la Real Audiencia de Manille nomma Cristóbal Téllez de Almanza gouverneur par intérim.

## Distinction
- Chevalier de l’Ordre de Saint-Jean[1].